# RD Koper
Il Rokometni društvo Koper è una squadra di pallamano maschile slovena con sede a Capodistria.

## Storia
È stata fondata nel 1950.
Nel 2010, guidato dal tecnico italo-sloveno Fredi Radojkovič, compie il triplete, consistente nella vittoria del campionato, della coppa nazionale e della coppa europea (EHF Challenge Cup).
Nel 2013 è stata dichiarata fallita a causa di problemi finanziari dovuti alla crisi del main sponsor Cimos. Ripartita dalla terza serie nell'agosto 2013, ha raggiunto la prima lega tramite due promozioni consecutive.

## Squadra
Stagione 2021-2022
- Portieri
  - 1  Rok Jelovčan
  - 12  Luka Logar
  - 16  Jakob Morato

- Ali
  - 2  Tomislav Špruk
  - 24  Sandi Muminovič
  - 33  Klej Sanabor
  - 77 Bor Breznikar

- Terzini
  - 5  Matevž Žagar
  - 7  Dragan Pavlović
  - 8  Tian Furlan
  - 10  Tine Poklar
  - 14  Andrea Makovec
  - 23  Žiga Smolnik
  - 26  Timon Černetič
  - 27  Dani Zugan
  - 35  Andraž Makuc
  - 45  Andraž Kete

- Pivot
  - 11  Denis Konjevič
  - 17  Jaka Moljk
  - 22  Luka Vujović
  - 31  Samo Černe

## Palmarès

### Titoli nazionali
- 1.A DRL: 1
  - 2010-11.
- Coppa di Slovenia: 3
  - 2007-08, 2008-09, 2010-11.
- Supercoppa di Slovenia: 1
  - 2008.

- 1.B DRL: 1
  - 2014-15
- 2. RL: 1
  - 2013-14.

### Titoli internazionali
- EHF Challenge Cup: 1
  - 2010-11.